# 北京地铁平谷线
北京地铁平谷线，系统编号为22号线，是位于中华人民共和国北京市与河北省的一条正在建设中的地铁线路，也是官方认可的北京首条跨省轨道交通线路。该线由北京市朝阳区东大桥站至平谷区平谷站，中间经过河北省廊坊市代管的三河市部分区域。北京地铁平谷线线路标识色为 Pantone 1767C 。
该线路于2016年12月24日首次开工，但于2018年初建设冻结停工，并调整相应规划。
马坊至马昌营段于2020年4月28日复工，朝阳段和通州段于2021年第一季度进场施工，河北段2021年6月26日开工，预计2027年开通运营。

## 路线
北京地铁平谷线西起朝阳区呼家楼街道东大桥站，向东经过通州区北京城市副中心中部区域后出京，途经并覆盖三河市燕郊及周边地区，随后再度进京，至平谷区滨河街道平谷站结束。
线路全长81.82公里，其中地下线53.8公里。平谷站预留继续向东延长的条件。全线共设22座车站（地下站19座、高架站3座）。采用8节编组市域D型车。
根据有关规划，平谷线有望与北京市郊铁路通密线和东北环线直实现连直通、跨线运营。平谷线将在马坊站预留与平谷地方铁路互通条件。

## 历史

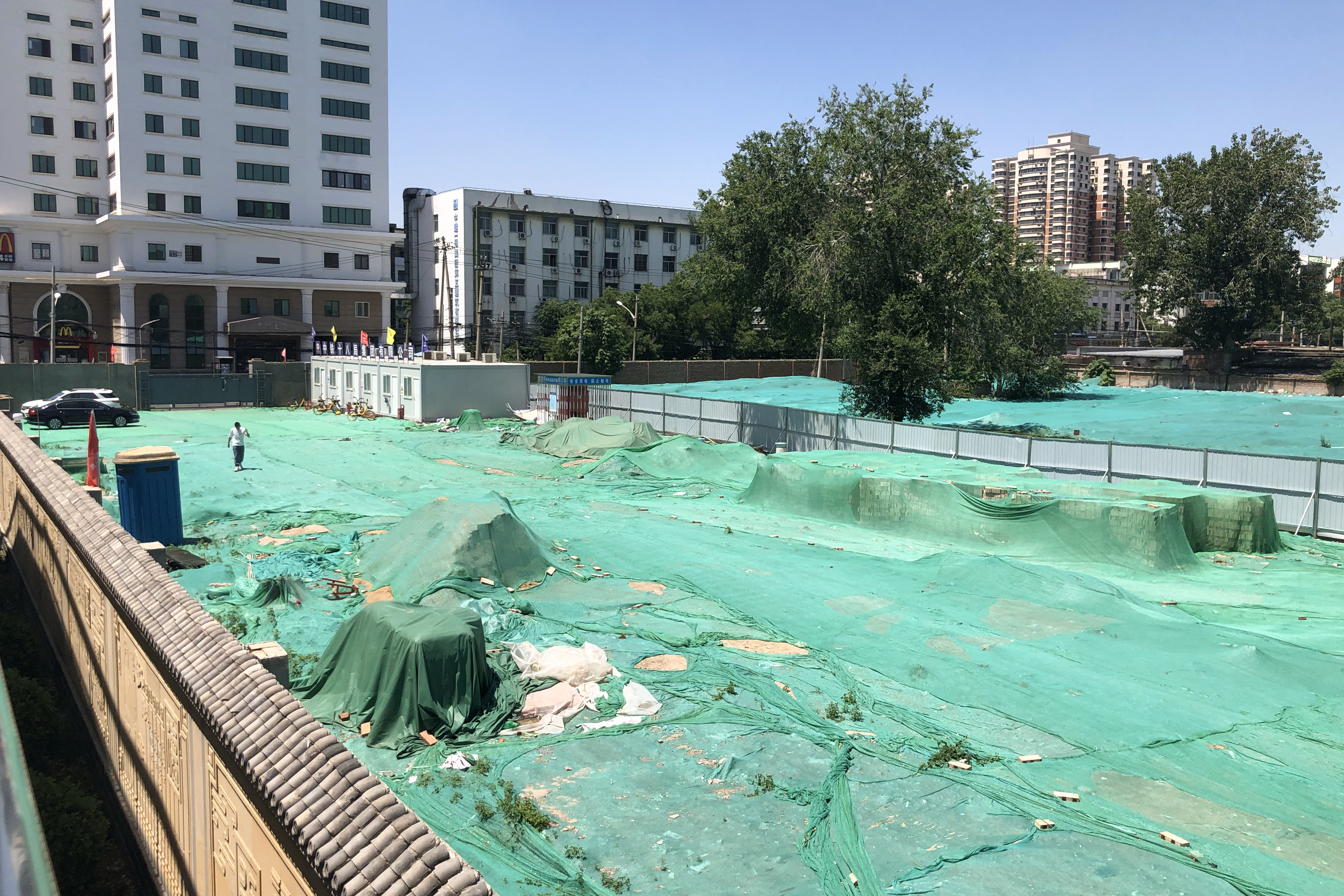
由中铁十八局承建的定福庄站工地（2021年6月）

- 平谷线前身为规划北京市郊铁路平谷线，后计划改为轻轨制式的城市轨道交通线路。
- 2012年5月9日，时任平谷区区长张吉福做客媒体节目时透露，平谷区已经成立轨道交通平谷线前期工作办公室，并称平谷线路线基本确定。根据报道，规划平谷线全长68公里；全线在平谷区内设马坊、马昌营、洳河西、平谷西、平谷东5座车站，并在城区有2至3个换乘点；实行“大站快车”，速度将达到168km/h。[20]
- 平谷区有关方面和北京市规划委员会（以下简称“北京市规划委”）原定于2013年10月完成平谷线规划方案，后因北京市规划委原因延期出台。[21]
- 2013年12月25日，时任平谷区代区长姜帆在北京市平谷区第四届人民代表大会第三次会议上透露，地铁平谷线已经纳入北京2020年轨道交通规划，并称“将从东坝地区沿着京平高速敷设”“在平谷马坊沿密三路向北，经过顺平路之后向东进入城区”。根据相关报道，规划平谷线西起星火火车站，东至平谷新城，途经东坝、顺义国门商务区、李桥、北务、马坊、马昌营及平谷新城。线路全长67.6公里，共设车站10座，平均站间距7.4公里，最短旅行时间35分钟。列车速度160km/h以上，实现半小时由平谷到东坝，并在东坝和地铁3号线、地铁12号线实现换乘。[22]
- 2014年1月20日，在北京市第十四届人民代表大会第二次会议（以下简称“北京市十四届人大二次会议”）召开期间，时任北京市人大代表、中共平谷区委书记张吉福在接受媒体采访时对外透露平谷线有关情况。根据当时的初步规划，平谷线全长约68公里，设计时速160km/h，单程最短运营时间35分钟。[23]同日上午，北京市规划委和北京市第十四届人民代表大会平谷区代表团（以下简称“北京市人大平谷团”）就平谷线有关问题召开询问会。[24][21]同日下午，时任北京市人大代表、北京市市长王安顺在参加北京市人大平谷团讨论时，为回复代表有关平谷轨道交通的问题称“市里正在研究把连接平谷的轨道交通纳入这个规划（指北京市2020年轨道交通建设规划）”“尽快实施，解决平谷人民出行问题”。[25][26]
- 2014年12月29日，时任平谷区区长姜帆在北京市平谷区第四届人民代表大会第四次会议（以下简称“平谷区四届人大四次会议”）期间接受媒体采访时，对外公布平谷线已纳入北京轨道交通近期建设规划，并确认“规划路线是经三河、燕郊进入平谷”。[27]
- 2015年9月14日，国家发展改革委批复《北京市城市轨道交通第二期建设规划（2015~2021年）》，平谷线官宣上马。[28]根据批复内容，平谷线“自东风北桥至泃河湾站（朝阳区东坝地区东风北桥站至平谷区泃河湾站），线路长71公里（其中地下2.5公里，高架68.5公里），设站11座，总投资212.3亿元，规划建设期为2018~2021年”“采用A型车8辆编组”“最高运营时速120公里以上”，全线设11座车站，其中地下站1座，高架站10座。技术经济指标3亿元/公里。[29]
- 2016年12月24日，平谷线徐辛庄-平谷段首次开工。综合当时媒体报道，规划平谷线为西起朝阳区东北四环的东风北桥站，向东经过通州区北部后出京，在河北省三河市经过燕郊地区和齐心庄镇后再度进京，进入平谷区[15]，线路全长74千米。全线共设车站12座[9]，分别为东风北桥站、北岗子站、曹各庄北站、徐辛庄站、燕顺路站、燕郊北站、齐心庄站、马坊站、马昌营站、平谷西站、平谷站和泃河湾站。在配车方面，平谷线计划采用国铁制式、CRH6F动车组[30]，设计速度目标值160km/h，全程运行时间预计在45分钟以内[31]。线路当时计划在2020年投入使用[11]。
- 2017年9月，中国铁道科学研究院（以下简称“铁科院”）官网发布《北京轨道交通22号线（徐辛庄至平谷段）工程北京段环境影响报告书》[32]，工程东起北京市平谷区，经过河北省三河市西至北京市通州区徐辛庄地区，整体呈东西走向。工程线路总长52.9公里，其中北京段30.6公里，除下穿六环路段约2.9公里地下段外，其余均为地面及高架线。北京段设置车站6座，分别为徐辛庄站、马坊站、马昌营站、平谷西站、平谷站和泃河湾站，徐辛庄站为地面站，其余5座车站全部为高架车站。与之前规划相比，徐辛庄站改为地面站。
- 2018年12月，平谷线被调整为接入和覆盖北京城市副中心的轨道交通线路。
- 2019年4月4日，铁科院官网发布《北京市轨道交通第二期建设规划调整环境影响报告书（征求意见稿）》[33][34]，为支持北京城市副中心建设及交通出行问题，解决中心城区与城市副中心之间的通勤需求，实现主副中心之间的快速联系，增强副中心对于河北北三县地区以及北京东北部外围新城的辐射带动作用，有序疏解非首都功能，解决燕郊区域大客流出行需求，有效缓解东西部交通走廊客流压力，平谷线调整接入北京中心城区与北京城市副中心，北京朝阳段改经朝阳路，计划2019年施工，2022年开通。调整后线路全长78.6千米，其中地面段及高架段约30.1千米，地下段长度48.5千米。[34]设站20座，采用8节编组市域D型车。[4]
- 2019年12月5日，国家发展改革委批复《北京市城市轨道交通第二期建设规划调整方案》，官宣平谷线走向和设站调整为现方案。[35][4]根据批复内容，调整后的平谷线总长度为78.6公里，其中地下段48.5公里。全线总投资639.3亿元，建设期限4年。[36]
- 2020年4月28日，平谷线北京平谷段中的马坊至马昌营段复工[12]。
- 2020年6月23日，北京市基础设施投资有限公司（以下简称“京投公司”）官网发布《北京轨道交通22号线（平谷线）工程环境影响评价公众参与第一次公示》。相对2019年12月国家发改委批复的方案，本次公示的线路里程、敷设方式、设站数量均有调整。线路全长约81公里，其中地下线约53公里，高架线28公里。全线共设21座车站（地下站18座、高架站3座）[37]
- 2020年10月10日，《北京轨道交通22号线（平谷线）北京段工程环境影响报告书（征求意见稿）》公布[38][3]。
- 平谷线北京朝阳段、北京通州段于2021年3月底进场施工[13][14]。
- 2021年6月26日，平谷线河北三河段工程推进现场会举行，并正式开工[1]。
- 2021年7月6日，河北省三河市人民政府官网发布《北京轨道交通22号线（平谷线）河北段工程环境影响报告书》[39][40]。
- 2021年11月2日，京投公司对《北京轨道交通22号线（平谷线）工程（北京段）环境影响报告书》（全文）及《北京轨道交通22号线（平谷线）工程（北京段）环境影响评价公众参与说明》进行公示[41][42]。
- 2022年7月6日，北京市发改委批复平谷线北京段可行性研究报告[43][44]。
- 2022年11月，河北省发改委审批通过平谷线河北段可行性研究报告[45]。
- 2023年12月20日，北京市工程建设招标投标交易系统发布22号线电动客车项目招标计划，暂定采购48列市域D型车[46]。2024年3月5日正式发布的招标公告确定采购48列市域D型电客车[47]。
- 2024年3月18日，北京城市快轨建设管理有限公司发布平谷线在马昌营-平谷区间增建农业创新港站的招标计划，该站计划设于北京市平谷区大兴庄镇鲁各庄村北侧空地内[48]。
- 2024年5月11日，京投公司对《北京市轨道交通22号线（平谷线）线路一体化规划方案》进行公示，相比环境影响评价报告书公示的内容，本次公示的线路里程、设站数量、车辆基地位置均有调整。线路全长约82公里，其中地下线约55公里，高架线约27公里；北京段线路长约50公里，其中地下线约35公里，高架线15公里；河北段线路长约32公里，其中地下线约20公里，高架线约12公里。全线设置车站22座（确定新增农业创新港站）。车辆基地的位置由三河市高楼镇变更为三河市燕郊镇，平房停车场的位置则没有变化。
- 2025年7月16日，22号线委托运营项目中标候选人开始公示，北京市轨道交通运营管理有限公司位列中标候选人第一名[49]。同年8月13日发布的中标结果公示确认由北京轨道运营承担22号线委托运营项目[50]。

## 争议与事件

### 北京人大代表“炮轰”轻轨专家方案
2014年1月20日上午，在北京市十四届人大二次会议召开期间，北京市规划委与北京市人大平谷团就平谷线相关规划和开工问题召开询问会。
会上，北京市规划委有关负责人称，平谷区要求的“以东坝作为起点，走京平高速到达平谷”的方案遭到“专家们一致反对”，并提出了专家推荐的东延地铁15号线至平谷和平谷线“走一段河北燕郊三河再往北进平谷”两个方案，这也是由公开渠道可知的现平谷线走向设计第一次对外展示。
但两个方案均遭到包括时任中共平谷区委书记张吉福、时任平谷区区长姜帆和时任平谷区人大常委会主任刘军在内的北京市人大平谷团多名代表当场表达质疑和反对。
时任北京市人大代表、中共平谷区委书记张吉福更针对“平谷线跨省方案”直言称“走一段河北之后再进入平谷，你们（指北京市规划委）考虑票价和管理了吗？”，并称两个方案“对于城镇化的发展、人口疏解没有任何意义”。
会议最后商定由平谷区有关方面与规划相关专家进行面对面沟通。时任北京市规划委副主任周楠森称愿与平谷区共同努力，“达成走京平高速建轻轨（指平谷线）的共识”。

#### 事件后续
2014年12月29日，时任平谷区区长姜帆在平谷区四届人大四次会议期间接受媒体采访时，对外公布平谷线已纳入北京轨道交通近期建设规划，并称“规划路线是经三河、燕郊进入平谷”。

### 河北三河段部分工地问题被曝光
2021年7月9日，河北省三河市燕郊高新区相关部门在督导检查过程中发现，境内平谷线施工现场未获得《建设工程施工许可证》而私自开工，且施工现场存在管理混乱、施工程序混乱等问题，存在一定安全隐患。
同年7月29日，三河市副市长贾学峰、三河市燕郊高新区管委会主任兼中共工委主任崔浩泉带领市政府相关部门负责人，对三河西市区境内15个工地“六个百分百”“两个全覆盖”落实情况工作进行检查时，发现平谷线一处工地存在未入场施工的问题。
2024年3月13日，位于三河市燕郊镇的小张各庄学院街发生爆燃事故。事发附近的小张庄村委会有22号线区间风井的施工场地，此处离附近居民楼只有10米之隔，而且是在居民楼的楼基处开挖，挖沟处距离居民楼楼梯只有2米，以至于导致居民楼电路出现过两次严重的短路事故。为此当地居民曾多次向当局投诉，一直没有进展。3月15日，22号线工程土建施工16合同段项目经理表示，爆燃事故与地铁施工无关。

## 行车安排
平谷线计划运营初期最小行车间隔约为2分44秒。且本线亦会开行中心城-城市副中心、中心城-河北北三县、中心城-平谷区3种运营交路，并在早晚高峰时期开行大站快车。

## 车站
| 分期                                                                                | 站名[1]    | 距離 （米） | 站间距 （米） | 换乘[2]                                                   | 行政区       | 行政区 | 运营日期   | 站台设计                           | 开门方向 |
| ----------------------------------------------------------------------------------- | ---------- | ----------- | ------------- | --------------------------------------------------------- | ------------ | ------ | ---------- | ---------------------------------- | -------- |
|                                                                                     | 东大桥     |             |               | █ 6号线、 █ 17号线、 █ 28号线                             | 北京市       | 朝阳区 | 预计2027年 | 地下五层双柱三跨岛式站台           | 左侧     |
|                                                                                     | 金台夕照   |             |               | █ 10号线、 █ 28号线                                       | 北京市       | 朝阳区 | 预计2027年 | 地下四层双柱三跨岛式站台           | 左侧     |
|                                                                                     | 红庙       |             |               | █ 14号线、 █ 20号线                                       | 北京市       | 朝阳区 | 预计2027年 | 地下双层双柱三跨岛式站台           | 左侧     |
|                                                                                     | 慈云寺桥   |             |               | 不適用                                                    | 北京市       | 朝阳区 | 预计2027年 | 地下双层双柱三跨岛式站台           | 左侧     |
|                                                                                     | 甘露园     |             |               | 不適用                                                    | 北京市       | 朝阳区 | 预计2027年 | 地下双层双柱三跨岛式站台（越行站） | 左侧     |
|                                                                                     | 定福庄     |             |               | 不適用                                                    | 北京市       | 朝阳区 | 预计2027年 | 地下双层双柱三跨岛式站台           | 左侧     |
|                                                                                     | 管庄       |             |               | █ 八通线、 █ 城市副中心M103线                             | 北京市       | 朝阳区 | 预计2027年 | 地下三层双柱三跨侧式站台           | 右側     |
|                                                                                     | 永顺       |             |               | 不適用                                                    | 北京市       | 通州区 | 预计2027年 | 地下三层双柱三跨侧式站台           | 右側     |
|                                                                                     | 通州北关   |             |               | █ 6号线                                                   | 北京市       | 通州区 | 预计2027年 | 地下双层双柱三跨岛式站台           | 左侧     |
|                                                                                     | 运河商务区 |             |               | █ 城市副中心M103线                                        | 北京市       | 通州区 | 预计2027年 | 地下双层双柱三跨岛式站台（越行站） | 左侧     |
|                                                                                     | 副中心站   |             |               | █ 城市副中心M101线 █ 6号线（北运河东站） 北京城市副中心站 | 北京市       | 通州区 | 预计2027年 | 地下双层双柱三跨岛式站台           | 左侧     |
|                                                                                     | 政务中心   |             |               | 不適用                                                    | 北京市       | 通州区 | 预计2027年 | 地下双层双柱三跨岛式站台           | 左侧     |
|                                                                                     | 政务中心东 |             |               | █ 城市副中心M102线                                        | 北京市       | 通州区 | 预计2027年 | 地下双层双柱三跨岛式站台           | 左侧     |
|                                                                                     | 燕郊镇     |             |               | 不適用                                                    | 河北省廊坊市 | 三河市 | 预计2027年 | 地下岛式站台（越行站）             | 左侧     |
|                                                                                     | 神威大街   |             |               | █ 城市副中心M102线                                        | 河北省廊坊市 | 三河市 | 预计2027年 | 地下岛式站台                       | 左侧     |
|                                                                                     | 潮白大街   |             |               | 不適用                                                    | 河北省廊坊市 | 三河市 | 预计2027年 | 地下岛式站台                       | 左侧     |
|                                                                                     | 高楼       |             |               | 不適用                                                    | 河北省廊坊市 | 三河市 | 预计2027年 | 地下岛式站台                       | 左侧     |
|                                                                                     | 齐心庄     |             |               | 不適用                                                    | 河北省廊坊市 | 三河市 | 预计2027年 | 高架双岛式站台                     |          |
|                                                                                     | 马坊       |             |               | 不適用                                                    | 北京市       | 平谷区 | 预计2027年 | 高架双岛式站台（待避站）           |          |
|                                                                                     | 马昌营     |             |               | 不適用                                                    | 北京市       | 平谷区 | 预计2027年 | 高架侧式站台                       | 右侧     |
|                                                                                     | 农业创新港 |             |               | 不適用                                                    | 北京市       | 平谷区 | 预计2027年 | 地下双层岛式站台                   | 左侧     |
|                                                                                     | 平谷       |             |               | 不適用                                                    | 北京市       | 平谷区 | 预计2027年 | 地下双层双柱三跨岛式站台           | 左侧     |
| 注释                                                                                |            |             |               |                                                           |              |        |            |                                    |          |
| 1 斜体标示的车站，尚未启用；粗体标示的车站为换乘车站。 2 斜体标示的换乘，尚未启用。 |            |             |               |                                                           |              |        |            |                                    |          |

### 换乘车站
拟建平谷线有换乘车站6座，即在东大桥站与北京地铁6号线、在建的17号线和28号线换乘，在金台夕照站与10号线和在建的28号线第二次换乘，在红庙站与14号线换乘，在管庄站与八通线换乘，在通州北关站第二次与6号线换乘，在副中心站换乘在建的中国国铁北京城市副中心站、并通过北运河东站第三次与6号线换乘。

## 车辆配置
2020年6月5日，时任中共河北省委书记王东峰调研河北京车公司（京车公司全资子公司）时，视察了平谷线160km/h智能市域动车组项目进入调试攻坚阶段，首个批量订单项目已经启动生产。2023年12月20日，北京城市快轨建设管理有限公司发布关于平谷线48列市域D型车的招标计划，2024年3月5日正式发布招标公告。2024年4月，河北京车公司开始试制平谷线电客车。
在车内设计方面，平谷线市域动车组计划载客量为1814人，共设置400余个座位。

## 未来规划

### 拆分/西延伸

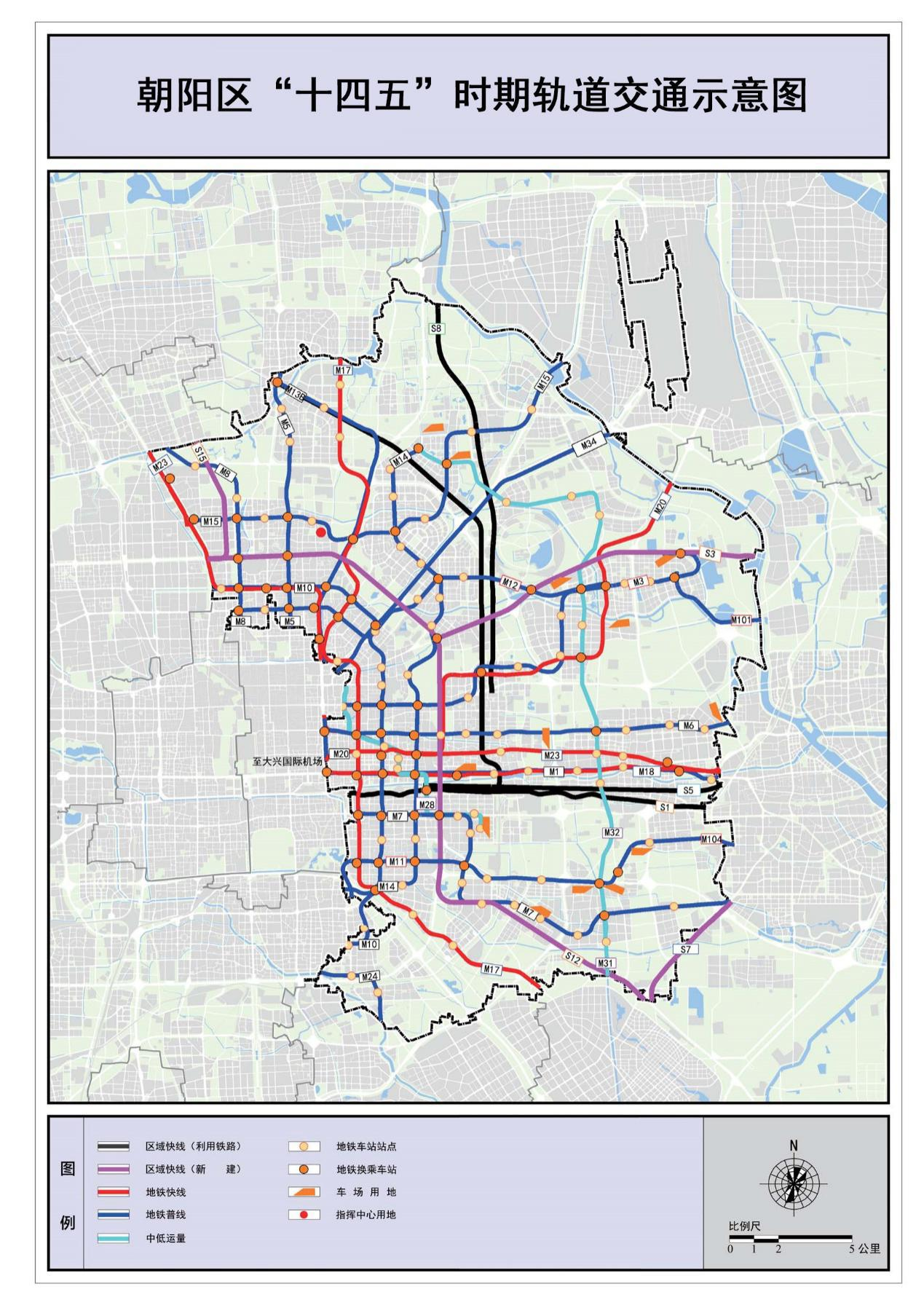
朝阳区“十四五”时期轨道交通示意图，平谷线规划穿越东城区，向北通往海淀区中关村方向

根据北京市朝阳区发布的《朝阳区“十四五”时期轨道交通示意图》，平谷线將於高樓站拆分為22號線及23號線，22號線將由高樓站西延伸，沿原規劃方案延伸至東風北橋站，23號線西端則规划穿越东城区，并向北通往海淀区中关村方向。

### 東延伸
天津蓟州区正在努力协调三河，争取平谷线东延到蓟州。按照蓟州区交通局的说明，这一“东延”将不会以平谷站预留结构为起点，而是从齐心庄开始引出支线，途径三河城区终到蓟州，全长41公里，其中蓟州段20公里。